# Distrito escolar
Un distrito escolar es el territorio que cubren una o varias escuelas públicas  administradas por un consejo escolar responsable de uno o varios de estos territorios, que puede ser uno o varios municipios enteros o solo parte de uno. 
El distrito escolar es la forma que adopta la administración educativa en países como los Estados Unidos de América, Canadá y  Ecuador. 
Es un cuerpo político único, equivalente al de una ciudad o al de un condado, ya que tienen poderes variables, como el de cobrar impuestos, por ejemplo.
Los distritos escolares tienen un cuerpo legislativo, llamado consejo escolar, consejo de trustees o comité escolar, cuyos miembros son elegidos mediante elecciones internas o generales. 
Estos miembros, por su parte, tienen la responsabilidad de elegir a un superintendente (supervisor), generalmente un profesor altamente cualificado, para actuar como jefe ejecutivo del consejo, responsable también de tomar decisiones y poner en marcha las políticas. En ocasiones, el distrito puede actuar como judicatura, aplicando sanciones a los empleados o estudiantes.

## Estados Unidos
Los Estados Unidos tiene más de 14.000 distritos escolares, que gestionan escuelas públicas, contratan a maestros, generan fondos para las escuelas, establecen las políticas locales hacen cumplir las leyes y políticas de sus estados estadounidenses. Juntas escolares, que constará de los residentes locales, gestionan los distritos escolares.
En Estados Unidos, no todos los sistemas de enseñanza pública constituyen distritos escolares como órganos distintos. En algunos Estados, tales como Maryland, todos los sistemas escolares están subordinados por el gobierno estatal. Otros estados, como Nueva York, poseen distritos escolares controlados por órganos públicos y sistemas escolares independientes, subordinados a un condado o a una ciudad.
Distritos escolares del Medio Oeste y el Oeste del país a menudo tienen límites que cruzan los límites de las ciudades, municipios, y áreas no incorporadas. Distritos escolares del Atlántico Medio y Nueva Inglaterra a menudo tienen límites que coinciden con los límites de las ciudades, los municipios, y/o los condados.
En 2002, en Estados Unidos existían 13.506 distritos escolares, 178 sistemas escolares administrados directamente por el Estado, 1.330 sistemas escolares administrados directamente por la ciudad o el condado donde operan, y 1.196 agencias de educación.
Actualmente los distritos escolares más grandes de EE. UU. son los distritos escolares unificados de Nueva York (el Departamento de Educación de la Ciudad de Nueva York) y de Los Ángeles (el Distrito Escolar Unificado de Los Ángeles).